# The Lonely Trail
The Lonely Trail é um filme estadunidense de 1936 do gênero "Western"  dirigido por Joseph Kane para a Republic Pictures. No elenco, o ator e dublê Yakima Canutt, que pode ser visto fazendo o gesto de girar o colt antes de recolocá-lo no coldre, o que foi imitado e celebrizado por John Wayne (o protagonista desse filme) em produções posteriores.

## Elenco
- John Wayne...capitão John Ashley
- Ann Rutherford - Virginia Terry
- Cy Kendall...Interventor geral Benedict Holden
- Bob Kortman - capitão Hays
- Fred 'Snowflake' Toones - Floco de neve
- Sam Flint - governador do Texas
- Dennis Moore - Dick Terry
- Jim Toney - soldado Jed Calicutt
- Etta McDaniel - Mammy
- Yakima Canutt - soldado Bull Horrell
- Lloyd Ingraham - Tucker (contador)
- James A. Marcus - prefeito
- Bob Burns - Rancheiro Jeff Pruitt
- Rodney Hildebrand - capitão da Cavalaria
- Eugene Jackson - gaitista/dançarino

## Sinopse
Terminada a Guerra Civil Americana, a "reconstrução" (1865-1870) se inicia no Texas mas a população reclama dos interventores corruptos do Norte apelidando-os de "carpetbagger" (algo como comerciante de tapetes desonesto). Um desses interventores, Holden, forma uma tropa cavalariana com o objetivo de ajudá-lo a extorquir altos tributos dos rancheiros. Ele tenta recrutar o recém-chegado capitão Ashley, um texano que lutou pelo Norte, mas esse aceita apenas quando descobre os crimes de Holden. Como cavalariano de Holden junto de seu fiel parceiro Jed, Ashley começa a avisar seus amigos e arruinar os planos do interventor e de seu principal cúmplice, o sádico capitão Hays.